# Пановська сільська рада
Пано́вська сільська рада (рос. Пановский сельский совет) — сільське поселення у складі Ребріхинського району Алтайського краю Росії.
Адміністративний центр — село Паново.

## Населення
Населення — 1206 осіб (2019; 1356 в 2010, 1707 у 2002).

## Склад
До складу сільської ради входять:
| Населений пункт    | Населення, осіб (2002) | Населення, осіб (2010) |
| ------------------ | ---------------------- | ---------------------- |
| Лісний, селище     | 44                     | 33                     |
| Молодіжний, селище | 420                    | 331                    |
| Паново, село       | 1202                   | 965                    |
| Паново, селище     | 41                     | 27                     |